# Nuevas tecnologías aplicadas a la educación
El término NTAE esta profundamente relacionado con aquellas Tecnologías de la Información y la Comunicación (TIC) aplicadas en la educación. Estas deben tener un carácter innovador, al contrario que las TIC normales, es decir, para ser definidas como tal, requiere un punto importante de progreso tecnológico y su falta de aplicación generalizada en la docencia del siglo XXI.
La implementación de estas tecnologías requiere de una serie de variables que han sido definidas en trabajos previos. En ellos se analiza este tipo de tecnologías de la información que todavía no han sido implementadas en su totalidad. La principal cuestión de estas nuevas tecnologías es que no se cumplen las variables de su implementación por varios motivos: 
- Variables evolutivas:  relacionadas con la propia capacidad formativa de la comunidad, en concreto del docente y la familia. Se trata de la propia evolución educativa que en muchos casos no se relaciona con la propia de la docencia, caso de los docentes desactualizados.
- Variables fisiológicas: relacionado con la edad, haciendo más difícil que la implementación se consiga desde las personas más mayores y por tanto, más desconectadas de estas nuevas innovaciones.
- Variables culturales: propio de la cultura de cada lugar o región, que puede influir en la propia adquisición o reticencia de este aprendizaje. Otra acepción, sería la de la propia educación de la persona, ya que dependiendo del nivel cultural se tendrá una mayor o menor iniciativa a realizar estos cambios.
- Variables relacionadas con el desarrollo socioeconómico: factor importante y que siempre se pone como el primero, pero que es uno más de la cadena para la implementación de estas tecnologías. Sobre todo si se parte de la base de la utilización de recursos TIC gratuitos.[2]
- Variables relacionadas con la situación de los sistemas educativos: por último y más importante, destaca la propia administración pública en el uso de estas tecnologías de la información. No se siempre va a existir un interés por parte de estas, bien por las cuestiones antes comentadas, o simplemente por el marco legislativo actual.

En definitiva, para la consecuente implementación de nuevas tecnologías aplicadas a la educación es necesario que todos los actores que tiene relación con este proceso vayan actualizándose de manera gradual. Concretamente, este es uno de los principales objetivos de la UNESCO en relación con las TIC.